# Piccolo lago Ha! Ha!
Il piccolo lago Ha! Ha!, o piccolo lago di Ha! Ha! (ufficializzato il 5 dicembre 1968 come petit lac Ha! Ha!), è un lago della regione amministrativa di Saguenay-Lac-Saint-Jean, nella provincia canadese del Quebec, situato nella vallata del fiume Saguenay, in prossimità della municipalità di Ferland-et-Boilleau e collegato al lago Ha! Ha!

## Etimologia
L'etimologia del nome è la stessa del lago Ha! Ha!

## Geografia
Le acque del piccolo lago Ha! Ha! sono in continuità con quelle del lago Ha! Ha!, specchio d'acqua collegato al minore tramite uno stretto canale, sormontato dalla strada provinciale 381 che mette in comunicazione le rive opposte del lago. Il piccolo lago Ha! Ha! si trova situato ai piedi di un'altura nota come mount du four (ufficializzata in data 1 giugno 1971 ).